# Principia Mathematica

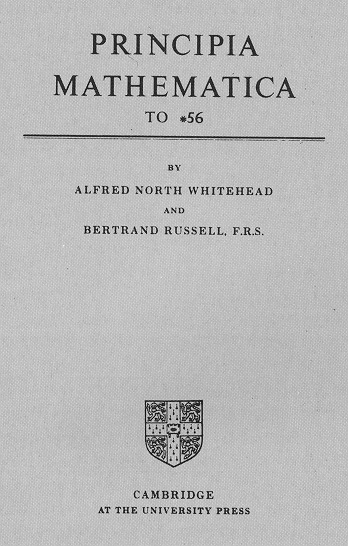
A Principia Mathematica to *56 rövidített változatának címlapja.

A Principia Mathematica (A matematika alapjai) a matematika megalapozásáról szóló háromkötetes munka, melyet Alfred North Whitehead és Bertrand Russell írt és 1910-ben, 1912-ben és 1913-ban publikált.
A mű, mely nem keverendő Russell 1903-as Principles of Mathematics művével, kísérlet arra, hogy az összes matematikai igazságot egy jól definiált, axiómákból és a szimbolikus logika következtetési szabályaiból előálló rendszerből származtassuk. Az egyik fő ihletője és hajtóereje Frege korábbi logikával kapcsolatos munkája volt, mely a Russell által megtalált paradoxonokhoz vezetett.